# Лидия Литвяк
Лидия Владимировна Литвяк (родена на 18 август 1921 г. в Москва; † 1 август 1943 г. Донецка област) е съветски пилот на изтребител през Втората световна война. Наричана е „Бялата лилия“ на Сталинград.

## Биография
Баща и е железничар, а майка и – продавачка в магазин. През 1937 г. баща и е обявен за „враг на народа“ и по-късно екзекутиран. Този факт трябва да попречи на кариерата и, но тя все пак постига ранг младши лейтенант. Докато е в училище, тя получава лиценза си за пилот. На 15-годишна възраст тя извършва първия си самостоятелен полет и по-късно получава лиценз за летателен инструктор. През 1940 г. завършва гимназия и става летателен инструктор в аероклуба „Чакалов“ в Москва. През 1941 г. става летателен инструктор в Саратовското летателно училище.

### В съветските военновъздушни сили
Когато има недостиг на мъже, подходящи да станат бойни пилоти след първите поражения срещу Германския райх през Втората световна война, някои жени от гражданската авиация на Съветския съюз предлагат услугите си, но са отхвърлени – въпреки че по-късно са приети. На 15 октомври 1941 г. Лидия Литвяк получава военно обучение в град Енгелс. През 1942 г. са сформирани три изцяло женски ескадрили:
- 586-ти изтребителен авиационен полк
- 587-и бомбен авиационен полк и
- 588-ми нощен бомбен авиационен полк (известен също като Нощните вещици)

На 10 септември 1942 г. тя е прехвърлена в 437-и изтребителен авиационен полк с още трима талантливи бойни пилоти. През 1943 г. е прехвърлена в 269-и ИАП (изтребителен авиационен полк). На 19 февруари е назначена за със звание младши лейтенант. Когато е ранена на 22 март 1943 г., тя трябва да остане в болницата до май. Когато се завръща в своя полк, той вече е преименуван на 73-ти гвардейски изтребителен авиационен полк. Тя отбеляза 13 собствени и четири групови победи в 168 мисии.

### Смърт
Когато отново излита от Курск на 1 август 1943 г., за да търси бомбардировачи, тя открива рояк Юнкерс Ju 88 и преминава в атака. Тя не е забелязала Messerschmitt Bf 109 да ескортира бомбардировачите, летящи отгоре, но когато те завиват към нея, тя ги атакува челно. Нейният помощник от ескадрилата вижда как всички изчезват зад облак. Той не вижда Литвяк отново, докато техният Яковлев Як-1 не пада на земята, без да е управляван. Нейният самолет се разбива близо до малкото селце Кожевая, чиито жители я погребват под крилото на своя Як (някои източници съобщават, че тя е била погребана под целия самолет). Свидетели от селото съобщават за млада, руса жена с травма на главата. Тъй като останките са отстранени, гробът и не може да бъде открит до 1979 г. След като най-накрая е намерена, тя е церемониално погребана в общ гроб.

## Самолети
Отначало Литвяк лети на Лавочкин Ла-5, по-късно е преквалифицирана на Як-1. Нейният Як-1 в 296-ти изтебителен авиационен полк е в камуфлажен цвят в зелено и черно и носи жълт номер 44. В 73-ти гвардейски полк тя лети с Як-1b, който се различава от другия и Як главно по сенника си с пълен обзор. Този самолет също е боядисан камуфлажено в черно и зелено, но има бял номер 23. Тя умрира в този самолет. Нейният механик съобщава, че е имала пощенска картичка с жълти рози, залепена от лявата страна на таблото. Тя също така рисува бяла лилия на самолета си, което и дава прякора „Бялата лилия на Сталинград“. Лилията е препратка към името и Лилия. Също така неправилно се твърди, че това е бяла роза.

## Награди
На 17 февруари 1943 г. тя получава Ордена на Червеното знаме. Командирът на нейната част иска званието Герой на Съветския съюз за нея. Искането е отхвърлено, тъй като тялото и не може да бъде открито. Награждаването става посмъртно на 5 май 1990 г., след като костите са открити през 1979 г.